# Place de la Cathédrale (Colmar)
Pour les articles homonymes, voir Place de la Cathédrale.
La place de la Cathédrale, est un lieu public de la ville de Colmar, en France.

## Situation et accès
Cette place publique est située dans le quartier centre.
On y accède par les Saint-Martin, Morel, des Serruriers, Mercière, de l'Église, des Prêtres, du Mouton, des Tourneurs et le cours Waldner-Stephan.
Cette place est desservie par les bus de la TRACE.

## Origine du nom
La place doit son nom à la présence en son centre de la collégiale Saint-Martin, construite entre les XIIIe et XIVe siècle. Lors de la Révolution française, la collégiale Saint-Martin devient la cathédrale constitutionnelle du Haut-Rhin. Bien qu'elle soit une église paroissiale depuis 1802 elle est encore fréquemment appelée cathédrale Saint-Martin ou cathédrale de Colmar.

## Historique
Au XVIIe siècle, ce lieu était découpé en trois places distinctes : la place neuve au nord, la place d'armes au sud et la place du portail à l'ouest.

## Bâtiments remarquables et lieux de mémoire
Sur cette place se trouvent des édifices remarquables[Lesquels ?].

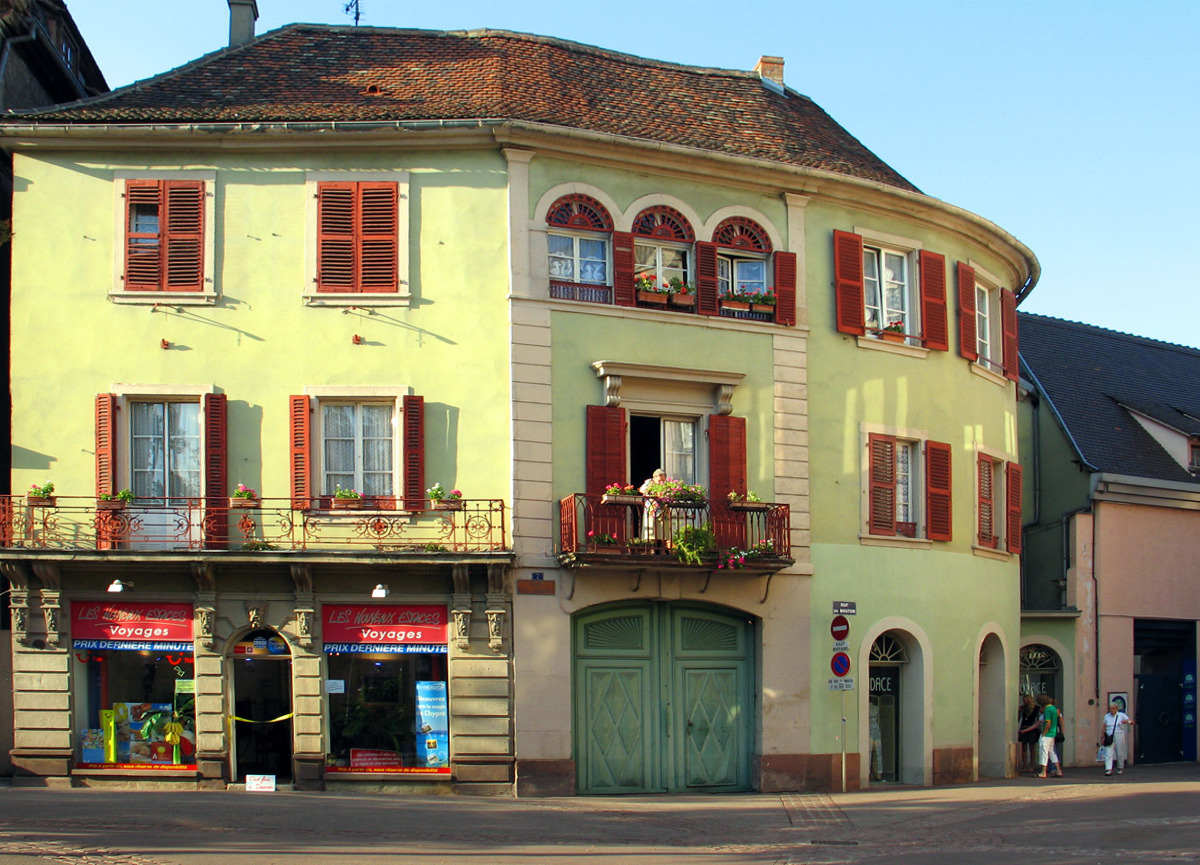
Bâtiment (1669) au no 7 Inscrit MH (1992)
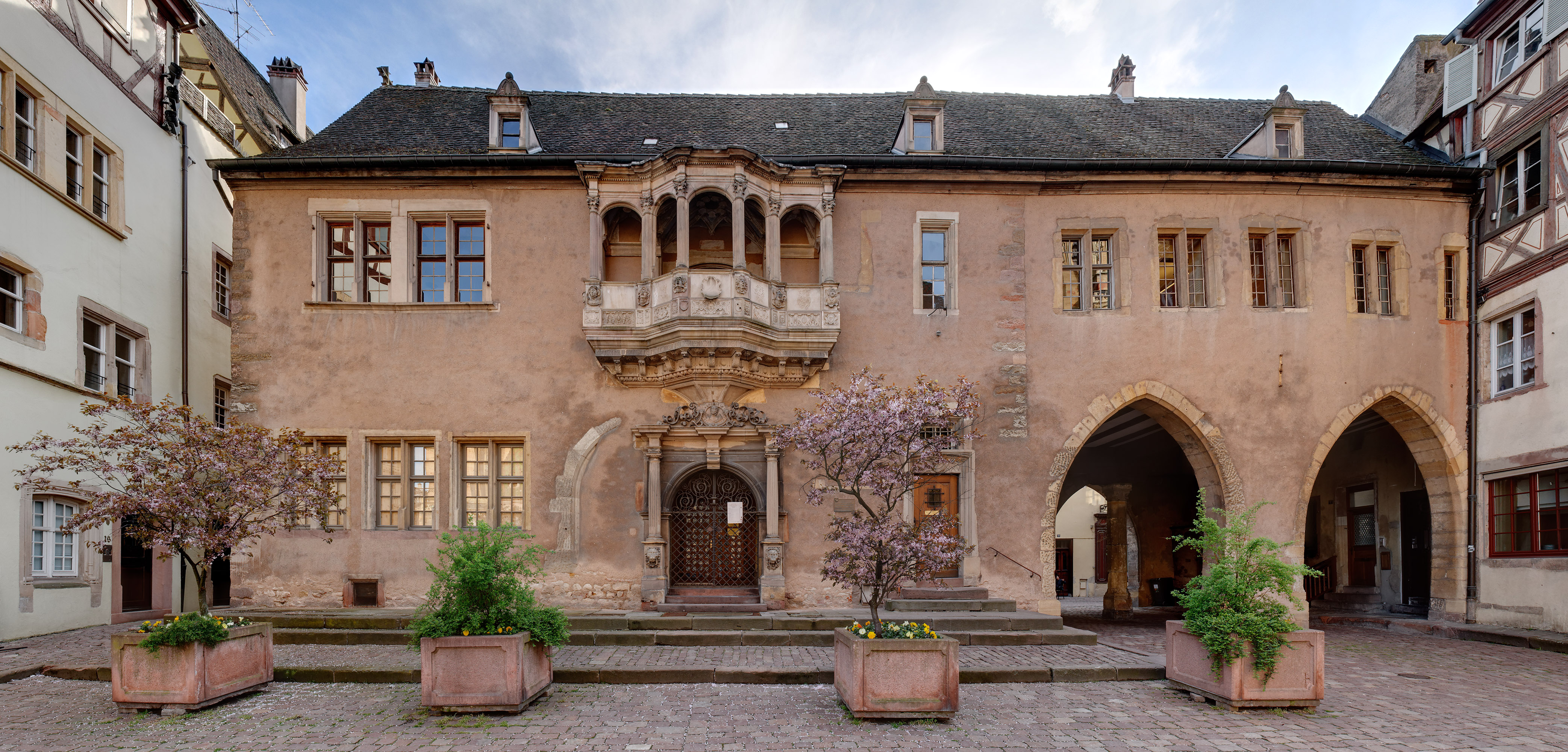
Corps de garde (1575[4]) au no 17 Classé MH (1958) Classé MH (1991)
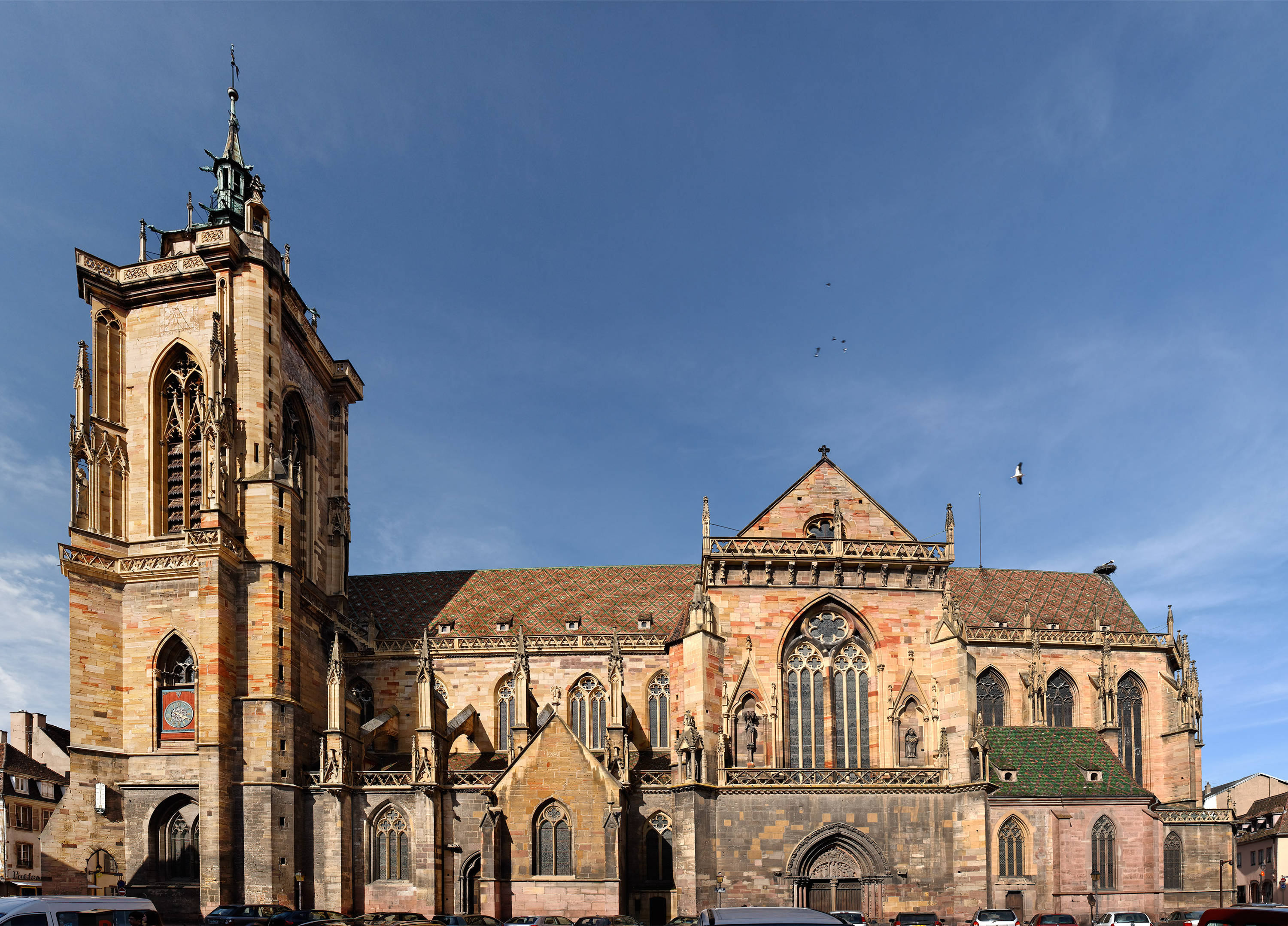
Collégiale Saint-Martin (1350) Classé MH (1840)
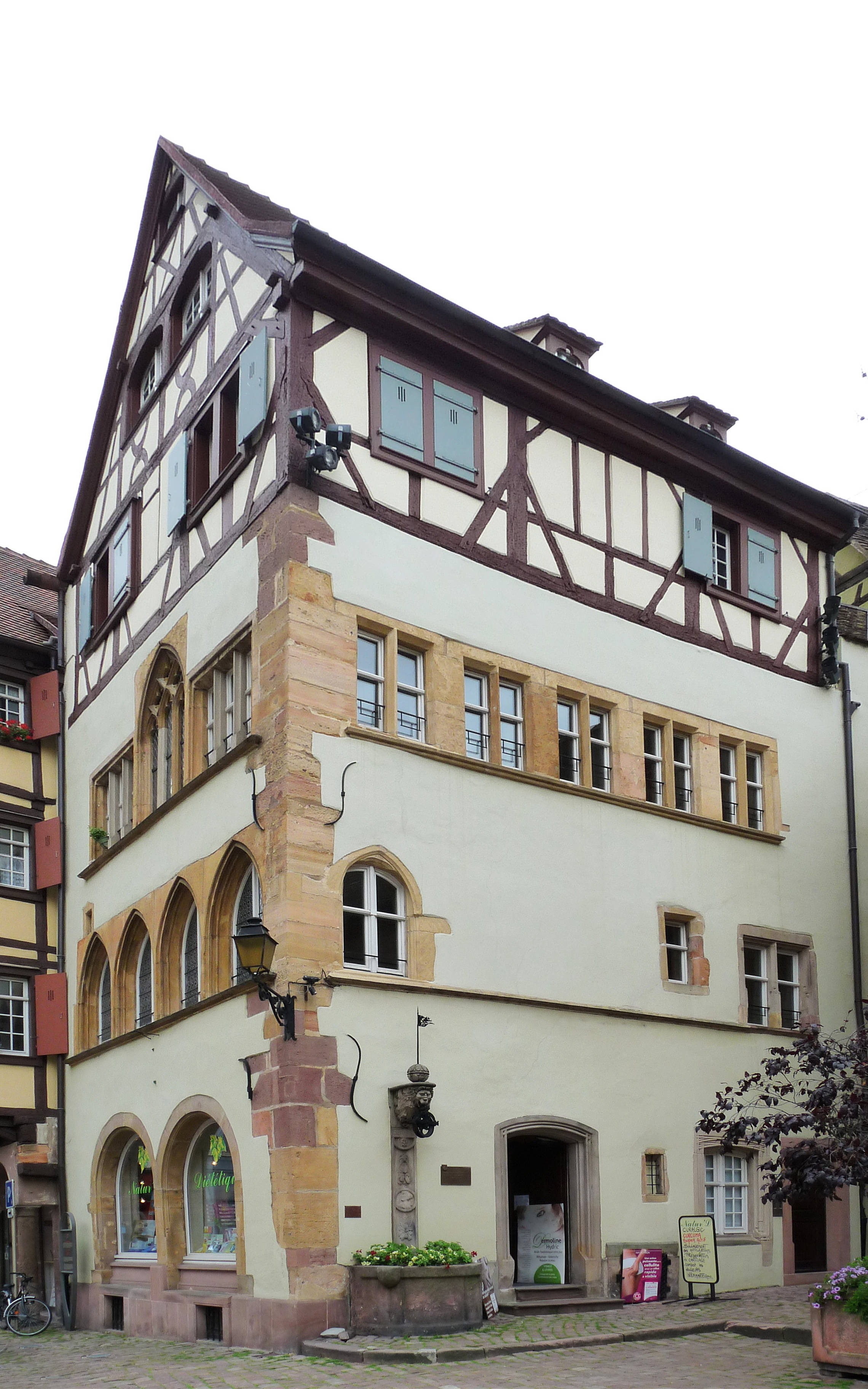
Maison Adolph (XIVe) au no 16 Inscrit MH (1929)
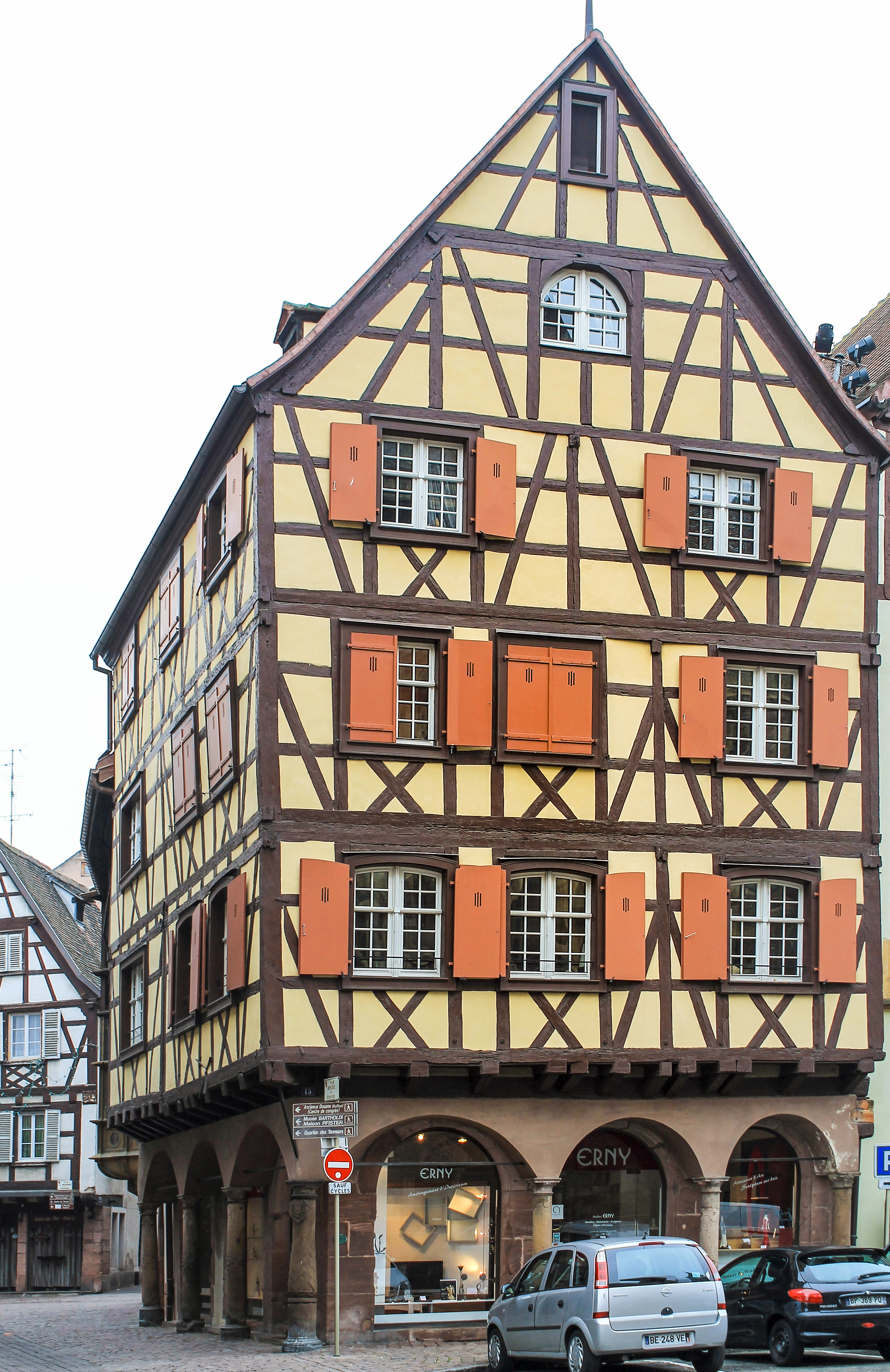
Maison Gintzburger (XVe) au no 15
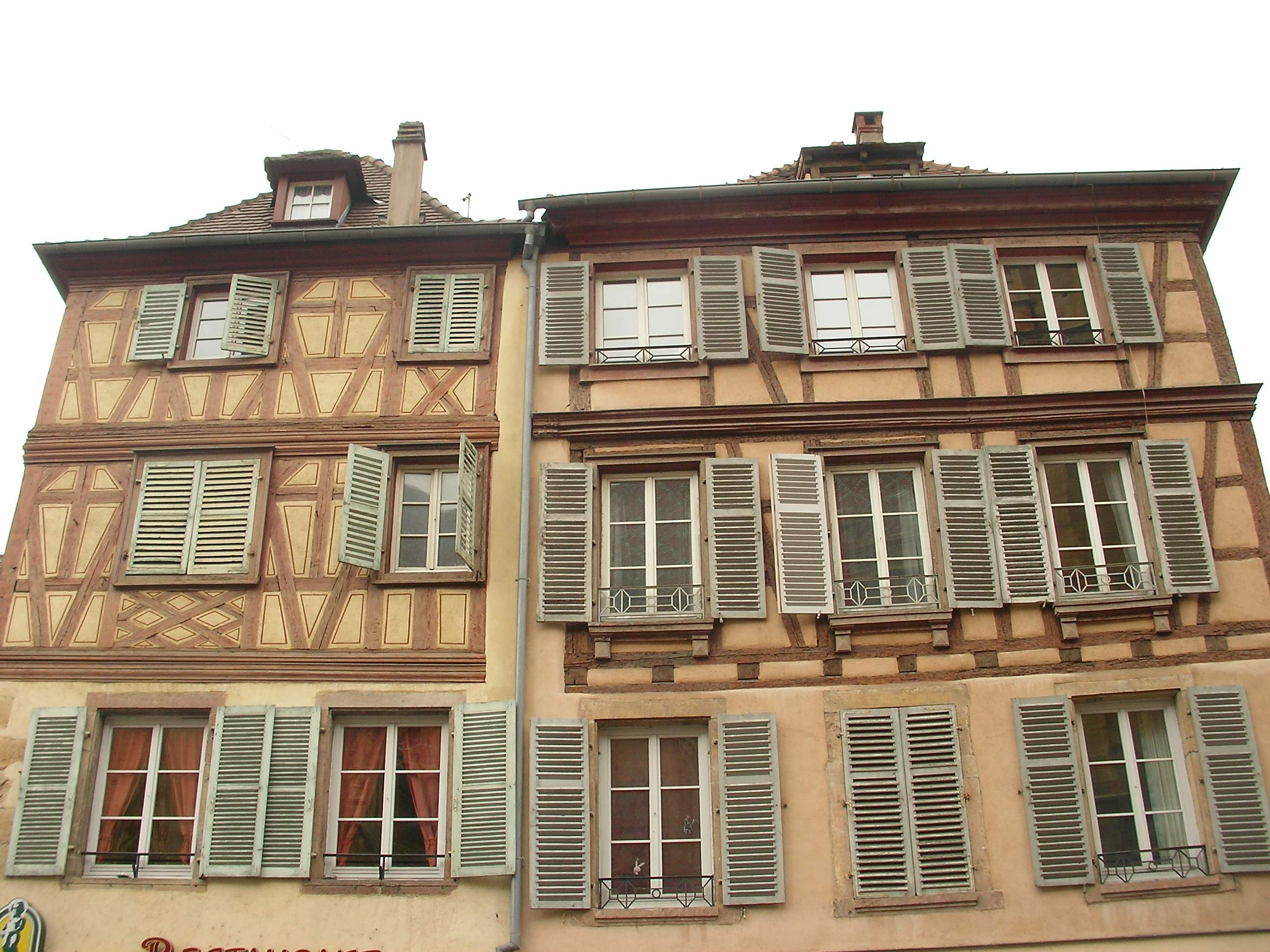
Maison Zum Stork au no 18
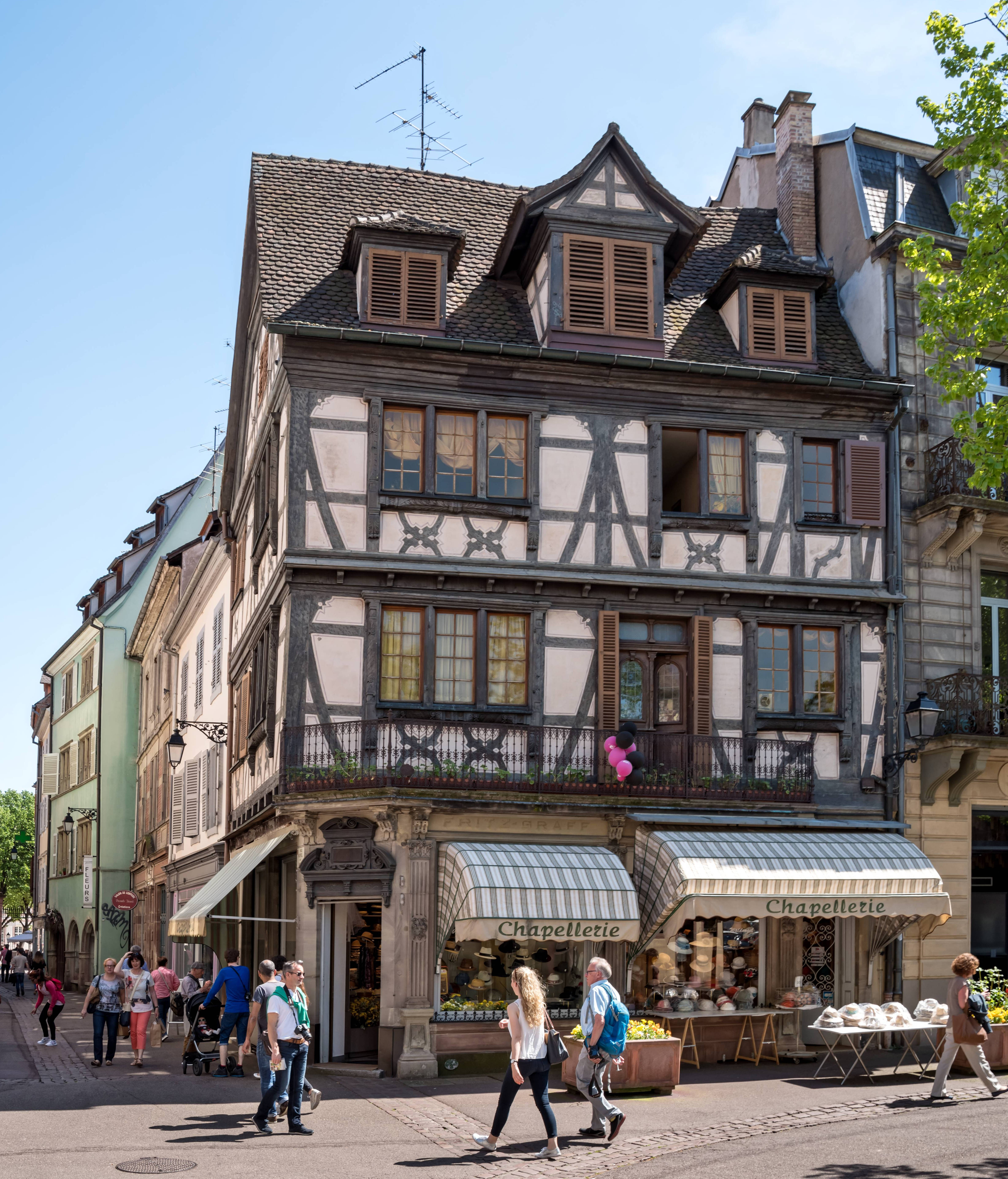
Une chapellerie au no 9